# Perikope (Liturgie)

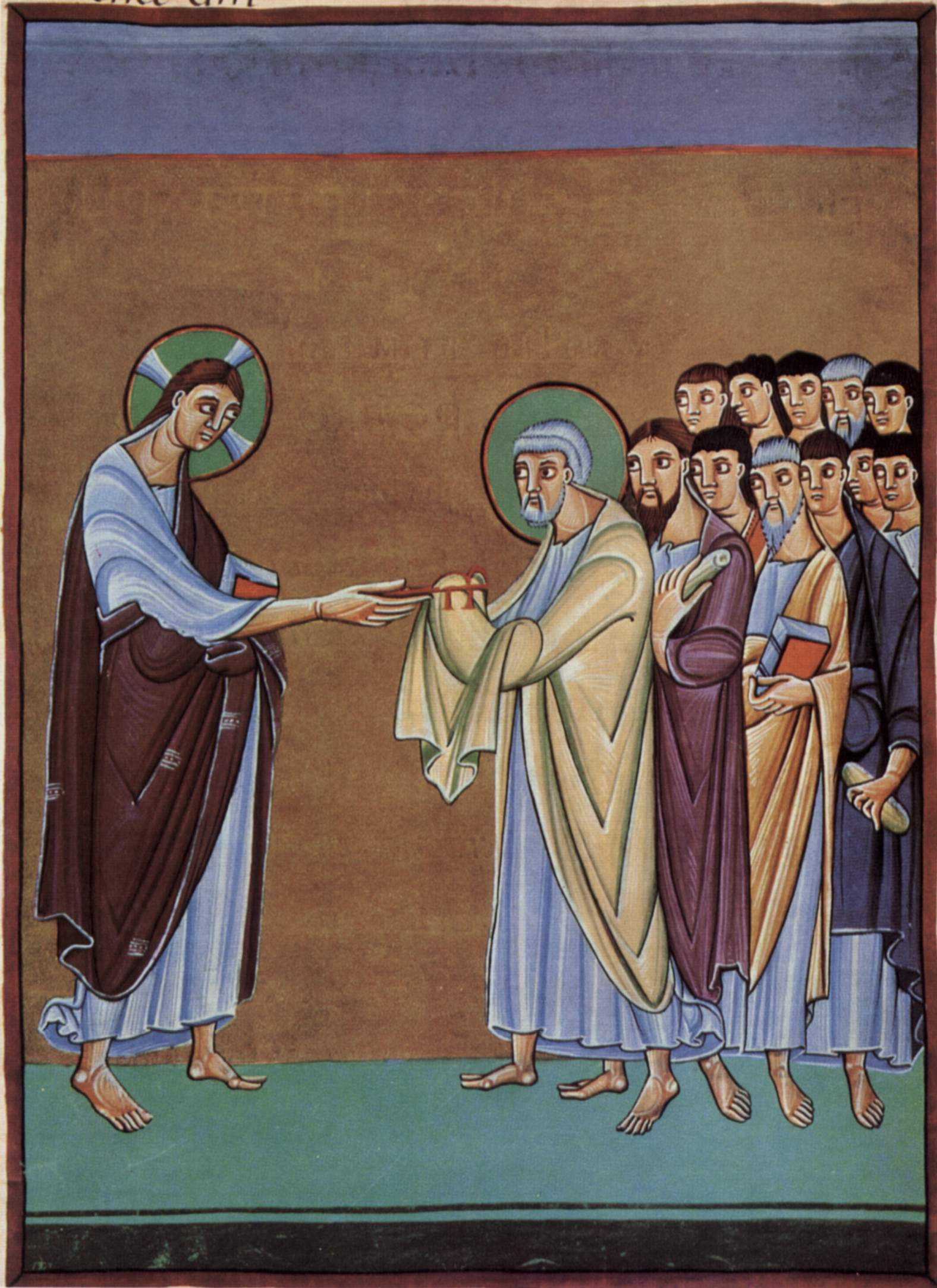
Perikopenbuch Heinrichs II., der hl. Petrus empfängt die Schlüssel

Eine Perikope (von gr. περιϰοπή perikopé – „rings umhauenes Stück“, abgeleitet von περικόπτειν – „umschneiden“), in der Sprache des lateinischen Mittelalters Capitula genannt, ist ein Abschnitt aus der Bibel, der für die Lesung im Gottesdienst bestimmt ist.

## Entstehung
In der Liturgie der katholischen Kirche unterscheidet man bei den Perikopen zwischen den seit dem 12. Jahrhundert sogenannten Episteln (Epistolae) für die Lesungen und den Evangelien.
Die Schriftlesung, welche aus der Synagoge in die Kirche überging, war in der alten Kirche zuerst eine durchgehende Lesung des Bibeltextes (lectio continua), seit dem 5. Jahrhundert im Zusammenhang mit der Idee des Kirchenjahrs dann zunehmend eine Lesung ausgewählter Abschnitte (lectio selecta). Um die Auswahl zu fixieren und die Auffindung der Abschnitte in den biblischen Volltexten zu ermöglichen, wurden zunächst Perikopenverzeichnisse nach der Ordnung der Feste des Kirchenjahres erstellt und den biblischen Volltexten, aus denen gelesen wurde, beigefügt. Solche Verzeichnisse werden capitularia (Kapitularien) oder Liber comitis (mit comitis als adjektivischer Bildung zu comma „Einschnitt, Abschnitt, Perikope“) und durch Umdeutung dieses offenbar unverständlich gewordenen Ausdrucks dann auch Comes („Begleiter“) genannt. Indem solche Stellenverzeichnisse als eigene Bücher angelegt und dort für jede Stelle auch der zu lesende Textabschnitt ausgeschrieben wurde, entstanden aus den Perikopenverzeichnissen spätestens seit dem 7. Jahrhundert die Lektionare und ersetzten dann als Vorlage der Lesung zunehmend die biblischen Volltexte.
Ein vollständiges Lektionar (Lectionarium) enthält ein Epistolar (Epistolarium „Sammlung der Episteln“) und ein Evangelistar (Evangelistarium, auch „Perikopenbuch“ im engeren Sinn genannt, Sammlung der Evangelienperikopen), die beide auch als separate Bücher bestehen können und dann in der Literatur manchmal ebenfalls als Lektionar bezeichnet werden. Seit dem 8. Jahrhundert wurde das Lektionar oft mit anderen liturgischen Büchern, besonders mit dem Sakramentar und später dem Graduale, zu einem Missale (Messbuch) vereint, welches das Lektionar im Spätmittelalter weitgehend verdrängte. Zu den berühmtesten Perikopenbüchern gehört das Heinrichs II., das seit 2003 zum Weltdokumentenerbe der UNESCO gehört.
Der Entwicklung bis zur Zeit Karls des Großen verdankt sich in der Hauptsache schon der Bestand der für alle Sonn- und Festtage im Kirchenjahr der katholischen Kirche vorgeschriebenen Evangelienperikopen und Episteln. Martin Luther behielt diese mit einigen Abänderungen bei, während Ulrich Zwingli gleich bei seinem ersten reformatorischen Auftreten 1519 fortlaufend über das Matthäusevangelium predigte. Die reformierte Kirche hingegen ließ ihren Predigern die freie Wahl einer Perikope. Auch in der evangelisch-lutherischen Kirche hat man es in neuerer Zeit mit neugewählten Reihenfolgen biblischer Abschnitte versucht.

## Perikopen in der römisch-katholischen Kirche
Nach der Leseordnung der katholischen Kirche für die Sonntage werden die wichtigsten Textstellen der Bibel in einem dreijährlichen Turnus vorgetragen. Für die Wochentage gibt es eine eigene Leseordnung, die, abgesehen von den geprägten Zeiten Advent und Fastenzeit und manchen Heiligengedenktagen, für die erste Lesung zwei Lesejahre vorsieht, zu denen jeweils dasselbe Evangelium gehört.

## Perikopen in der evangelischen Kirche in Deutschland
In der evangelischen Kirche in Deutschland sind spätestens seit 1953 sechs Perikopenreihen in Gebrauch (meist als I bis VI notiert). Eine Reihe ist für ein Kirchenjahr, also vom 1. Advent bis zum Ewigkeitssonntag, in Gebrauch. Sie ordnet nach dem Prinzip der Konsonanz (des Zusammenklangs) jedem Sonn- und Feiertag die Lesungen für Evangelium (immer aus Perikopenreihe I), Epistel (immer aus Perikopenreihe II) und AT, sowie den Predigttext (aus der jeweils aktuellen Perikopenreihe) zu. Während der Geltung von Perikopenreihe I sind also der Evangelientext und der Predigttext identisch; während der Geltung von Perikopenreihe II der Episteltext und der Predigttext. Nach sechs Jahren beginnt der Zyklus von vorn. Vom 1. Advent 2012 bis zum Ewigkeitssonntag 2013 gilt beispielsweise die Perikopenreihe V.
Zum 1. Advent, dem 2. Dezember 2018, ist eine neue Perikopenordnung, die „Ordnung gottesdienstlicher Texte und Lieder“, eingeführt worden, die sich an der früheren Ordnung orientiert, aber für die Gegenwart weiterentwickelt worden ist. Insbesondere ist der Anteil von Texten aus dem Alten Testament deutlich erweitert worden und sind erstmals Abschnitte aus Psalmen als Predigttexte vorgesehen. Zum 1. Advent 2018 beginnt die Perikopenreihe I für das Kirchenjahr 2018/2019.

## Perikopen in der dänischen Volkskirche
Die Leseordnung der dänischen Volkskirche aus dem Jahr 1992 besteht aus zwei Jahresreihen, in denen an jedem Sonntag jeweils drei Lesungen (eine aus dem Alten Testament, eine aus den Apostelbriefen und eine aus den Evangelien) vorgetragen werden. Die drei Lesungen sind inhaltlich aufeinander abgestimmt.

## Perikopen in der evangelisch-lutherischen Kirche Finnlands
Die Leseordnung der evangelisch-lutherischen Kirche Finnlands aus dem Jahr 2000 besteht aus drei Jahresreihen, in denen an jedem Sonntag jeweils drei Lesungen (eine aus dem Alten Testament, eine aus den Apostelbriefen und eine aus den Evangelien) vorgetragen werden. Die drei Lesungen sind inhaltlich aufeinander abgestimmt.